# La Place du Chenil à Marly, effet de neige
La Place du Chenil à Marly, effet de neige est un tableau d'Alfred Sisley de 1876. Il fait partie de la donation de François Depeaux en 1909 au musée des beaux-arts de Rouen, où il se trouve actuellement. Peint à Marly-le-Roi, il est reproduit sur le lieu de sa création sur un parcours du Pays des Impressionnistes.

## Contexte
Alfred Sisley s'est installé à Marly-le-Roi en 1875. Les hivers de cette année et de 1876 sont exceptionnels, avec des périodes de gel et de fréquentes précipitations neigeuses. Sisley peint de nombreuses vues enneigées de Marly et de Louveciennes à proximité.

## Description
C’est une peinture à l'huile sur toile qui mesure 45,8 × 61 cm. L'artiste, qui peignit sur le motif, a donné à la neige déposée sur les branches une coloration bleutée. Les arbres peints par Sisley sont les mêmes que l'on peut voir de nos jours.

## Analyse
Au contraire de Renoir, qui qualifiait la neige de « lèpre de la nature », Sisley peignit avec prédilection l'hiver. Il est attiré par l'aspect immatériel de la neige qui correspond à sa nature douce et contemplative. Il sut évoquer les variétés de blancheur neigeuse, les différenciant par soulignement des ombres de tons bleus ou roses. Qu'importe le sujet, son réalisme ne s'y attache que pour mieux en révéler le mystère. En voulant peindre cette nature, l'artiste s'est peint lui-même. 

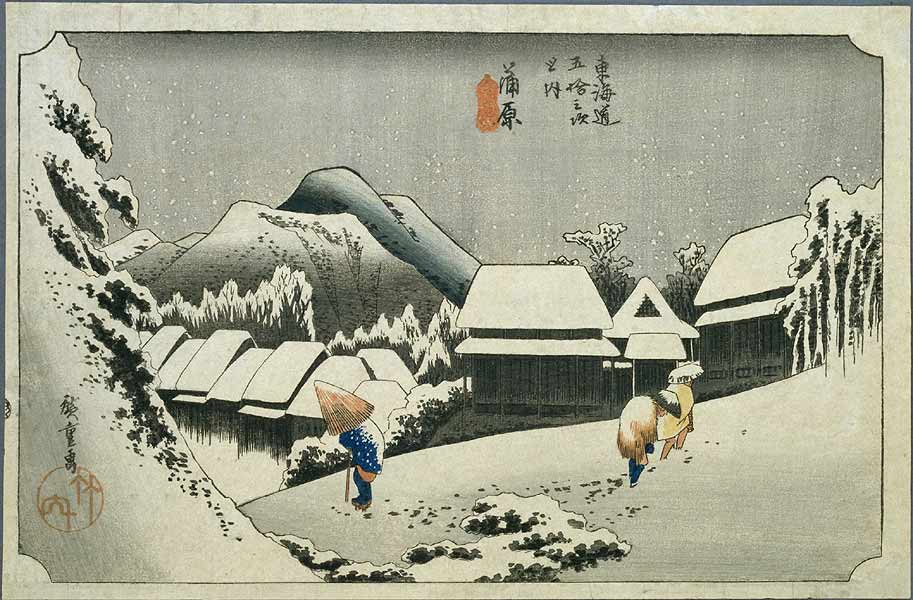
Utagawa Hiroshige 16e vue (des Cinquante-trois Stations du Tōkaidō) : Nuit de neige à Kambara
Yoko-ōban, 25,6x38,3 cm
Nishiki-e
Éditeur : Takeushi Magohachi
Environ 4e-5e année de l'ère Tenpō (1833-1834)

Dans certains des tableaux d'Alfred Sisley, on peut percevoir une influence marquée par l'art japonais. Richard Shone rapproche La Place du Chenil à Marly, effet de neige par Sisley de Nuit de neige à Kambara par Hiroshige.

## Reproduction sur un parcours du Pays des Impressionnistes
Le tableau a été peint sur le motif à Marly-le-Roi, où il est reproduit sur un parcours du Pays des Impressionnistes. On peut le trouver en descendant la rue Champflour, menant sur la place du Général-de-Gaulle, ancienne place du Chenil. En longeant l’auberge du Vieux Marly à gauche, l'allée pavée André-Guillot qui en fut le chef cuisinier, on aboutit face à l'ancien château du Chenil, abritant la mairie, un bâtiment du XVIIIe siècle dont il ne reste que la structure derrière laquelle se trouve le parc du Chenil, un arboretum de 8,5 hectares inscrit en 1946. C'est sur ce site que figure la plaque reproduisant le tableau de Sisley. Le paysage n'a que très peu changé depuis.

## Provenance
- Paul Durand-Ruel [7]
- François Depeaux
- Galerie Georges Petit (1906)
- François Depeaux
- musée des beaux-arts de Rouen (1909)